# Turkmeens
Turkmeens (Türkmen of cyrillisch Түркмен) is een Turkse taal, verwant aan onder meer het Turks en het Azerbeidzjaans. Het is de officiële taal van Turkmenistan.

## Verspreidingsgebied
Het wordt gesproken door circa 3,4 miljoen mensen in Turkmenistan en door circa 3 miljoen mensen in andere landen, waaronder Iran (2 miljoen), Afghanistan (500.000) en Turkije (1000).
Ongeveer 50% van de Turkmeense bevolking spreekt ook goed Russisch.

## Schrijfsysteem

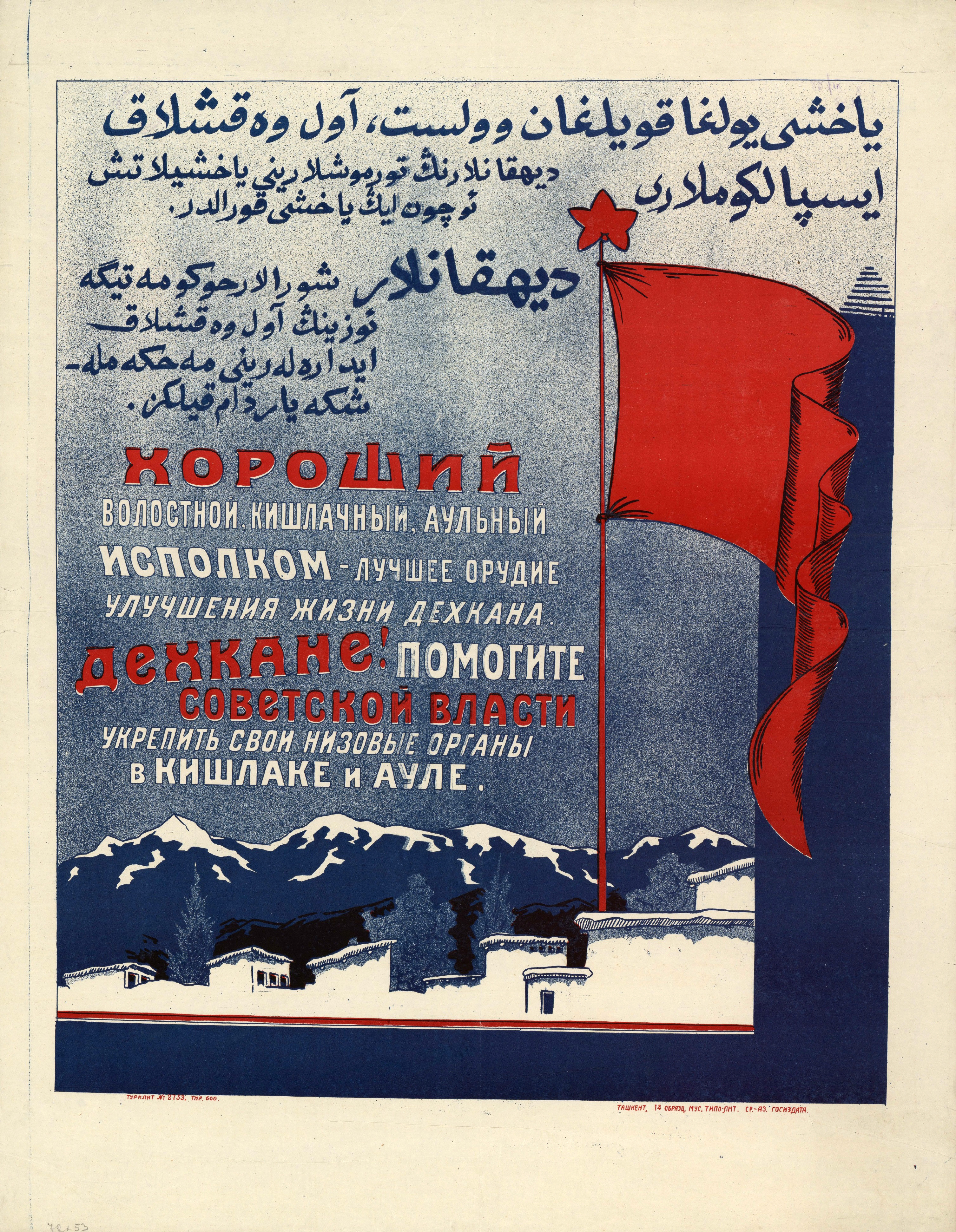
Turkmeense poster uit 1924 geschreven in het Cyrillisch en Arabisch schrift.

Officieel wordt het Turkmeens geschreven met het Latijnse alfabet, dat Täze Elipbiýi ofwel "het nieuwe alfabet" wordt genoemd. Ook het in de Sovjetperiode ingevoerde Cyrillische alfabet wordt echter nog op grote schaal gebruikt, vooral door tegenstanders van het regime dat het Latijnse alfabet invoerde.
Vóór 1929 werd het Turkmeens in het Arabische alfabet geschreven. In 1929-1938 werd het vervangen door het Latijnse alfabet, en daarna werd het Cyrillische alfabet gebruikt van 1938 tot 1991. In 1991 werd het Latijnse alfabet weer geïntroduceerd, hoewel de overgang moeizaam verliep.
Het geschreven Turkmeens is nu gebaseerd op het Yomud-dialect.